# アメリカ植物庭園

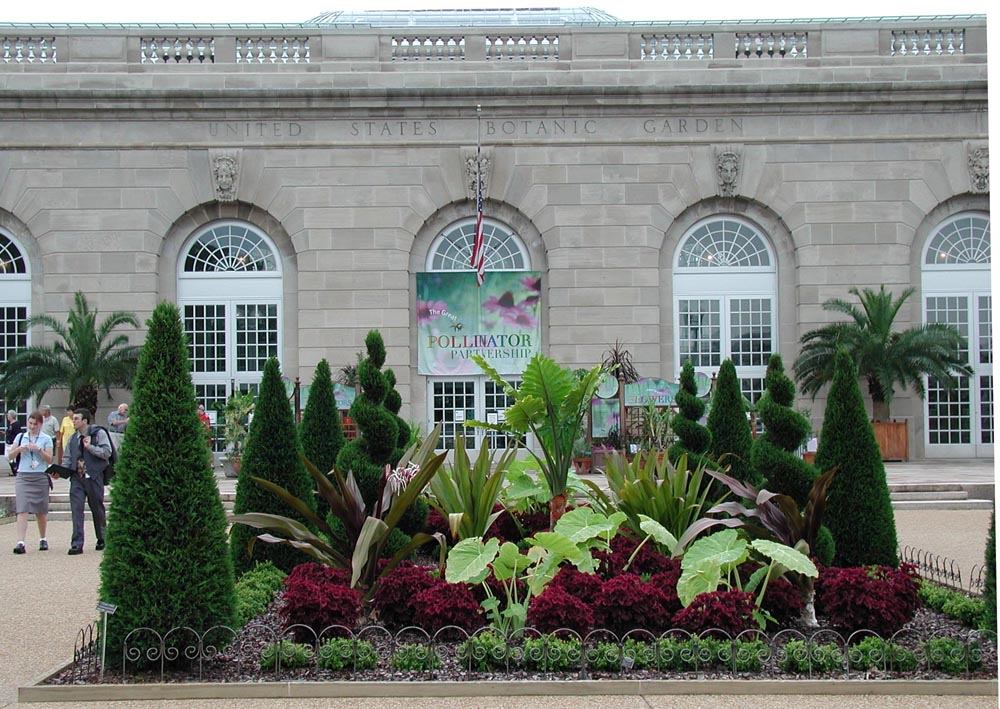
ナショナルモール側から見たアメリカ国立植物園、北口

アメリカ国立植物園（アメリカしょくぶつていえん、英語名The United States Botanic Garden）は、アメリカ合衆国議会によって運営される国立の植物園。英語名の頭文字をとり、USBGと略されることが多い。アメリカ合衆国首都ワシントンD.C.のナショナル・モール東端、アメリカ合衆国議会議事堂の南西に位置する。広大な温室を有する建造物自体は大きく2つに分室されており、それぞれ異なった形で植物の生息地を扮している。園内は入り口で手荷物検査が行われる他、植物園南側奥にはトイレも設置されている。

## 管理
植物庭園はアメリカ議会議事堂の議会施設や土壌維持の責任者である、議事堂建築監によって管理されている。議会の保護下にあるにもかかわらず、植物庭園は連邦祝日も含み年中無休で開園されている。これは、植物庭園施設がアメリカ社会全体に帰属していることも意味している。故に、私用や商用目的の催し物などで使用されることはない。

## 沿革
アメリカ植物庭園はアメリカ合衆国政府によって1816年に建設が着工され、1820年に設立された。その後1838年、当時海軍に所属していたチャールズ・ウィルクスは、ビンセンス号に乗艦し、アメリカ合衆国議会から命じられた地球周航という探検任務へと出発した。この航海の期間中に、ウィルクスは複数の生きた植物や植物の乾燥標本を収集した。これは、19世紀に長期間の航海中に植物を生きたまま維持できるよう開発されたガラス容器である、ウォードの箱を利用した初期の遠征の一つでもある。航海へ旅立った一団は1842年にアメリカ合衆国へ帰国し、それまで同国内で存在が知られていなかった大量の植物の集積をもたらすこととなった。植物の乾燥標本は現在スミソニアン博物館群の一つでもある国立自然史博物館により管理されている、アメリカ国立植物標本館の中核を成す種類で構成されていた。また生きたままの植物と種子は旧アメリカ特許商標庁に設置されていた温室で1850年まで管理されていた。当時、植物庭園は植物を収容するために造られた建物で、現在はリフレクティング・プールとなっている議会議事堂のすぐ前方に位置していた。
1933年、建物は議会議事堂のちょうど南西にあたる現在の位置に移された。これはそれぞれメリーランド・アベニューを北に、ファースト・ストリートを東に、インディペンデンス・アベニューを南に、そしてサード・ストリートを西に接する位置である。建物は1997年9月1日に改装のため一度閉園され、2001年12月11日に再び一般開放された。この改装による閉園に際し、植物のコレクションはアメリカ植物庭園プロダクション・ファシリティの保管所に移された他、フロリダ州にある温室設備に回収され、また堆肥になるなどした。
植物庭園は南にあるバーソルディ公園と呼ばれる温室も管理しており、デザインはその中心にある噴水も同じく、ニューヨークにある自由の女神像を設計したことで有名なフレデリク・バルトルディによるものである。現時点では西にある庭園で建設工事が進められており、完成すれば植物庭園の別館となる予定である。2006年10月開館予定。なお、この新しく建設される予定の国立庭園は、植物庭園国民基金によって資金が成り立っている。

## 植物

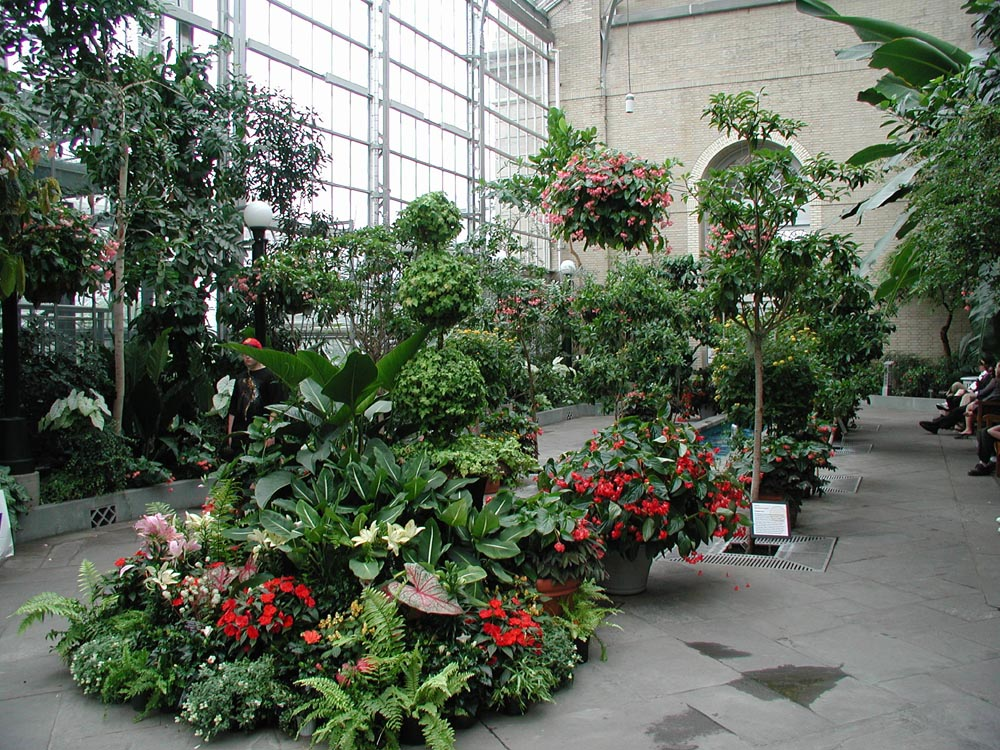
内部。シダ系、多肉植物系の他、ラン等の色彩が豊かな花も多い。

アメリカ植物庭園は、温室、バーソルディ公園、プロダクション・ファシリティの3つの区域で成り立っている。

### 温室
園内の温室はそれぞれ、「ガーデン・コート」、「希少種・絶滅危惧種」、「植物探検」、「蘭園」、「薬用植物」、「砂漠」、「オアシス」、「原始庭園」、「環境適応植物」、「ジャングル」の10個ある「部屋」と、「こども庭園」、「瞑想の中庭（Southern Exposure、南向き）」の2つの中庭で構成されている。こうした数々の部屋は独特な植物を強調している他、植物庭園が目指す目標を示すものでもある。園内で最も広い区域はジャングルの部屋であり、上部を覆う樹木の林冠が下からも上からも見えるよう2階通路が設けられている。
また園内はエアコン設備がなく、オアシス部分と管理室を保護している。各部屋はコンピューターによって制御されているセンサーによって、室内環境が植物にとって最善の状態に保たれるよう厳重に監視されている。湿度、日光及び気温は霧を散布させるシステムや、収縮可能なブラインド、動く窓により調整されている。更に園内にある全植物は、人の手によって給水されている。

### バーソルディ公園
バーソルディ公園はインディペンデンス・アベニューを渡り、温室のちょうど南側にある場所に位置している。この庭園の目標の一つとして、家庭でよく庭いじりやガーデニングをする人々にここを訪れることで、様々なひらめきやアイディアを提供できるようにすることが挙げられる。事実、内部は構築された庭園と自然のままの庭園の双方が展示され、また彩りや形、植物を配置するテーマなど、様々なアイディア溢れる雰囲気を漂わせている。公園内の庭園の一区画は、アメリカ野生動植物連盟（National Wildlife Federation、略称NWF）の野生動植物生息域プログラム（Backyard Wildlife Habitat、略称BWH）の一つとして認定されている。更に、公園は植物庭園の運営本部棟も収容している。

### プロダクション・ファシリティー
植物庭園は、植物の繁殖、収集植物の維持及び毎年訪れる展示会の時期のために、ワシントンD.C.の南西部にプロダクション・ファシリティー（生産施設）として植物を収容し、育てる事を目的とする施設を整備している。

## コレクション

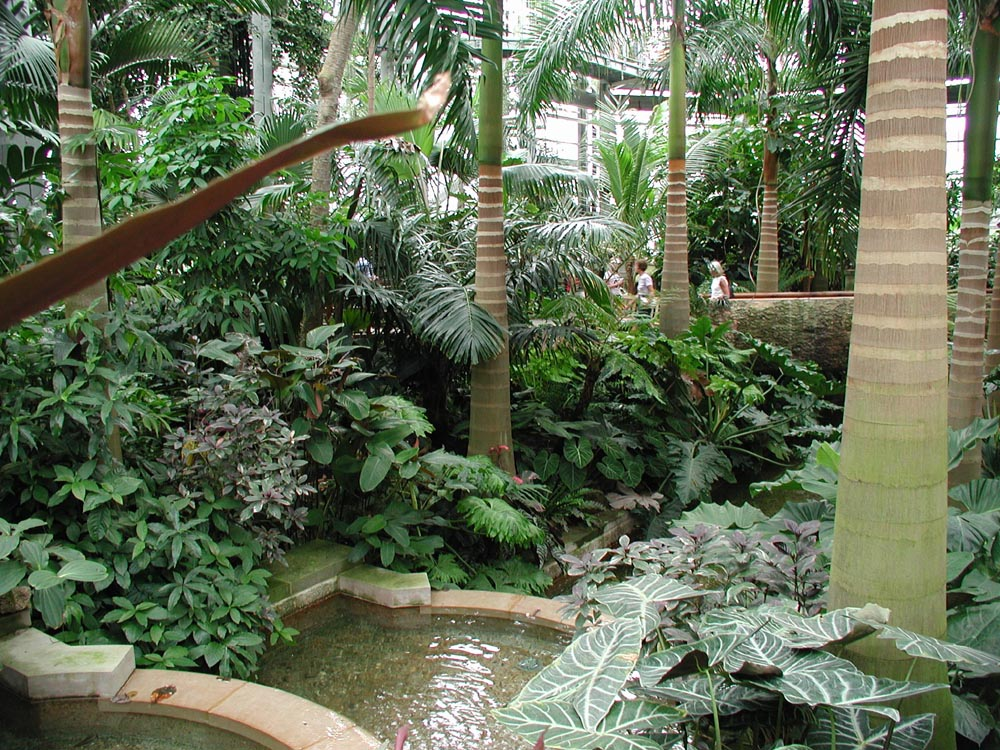
ジャングル。植物の巨大さが長い歳月を感じさせる。

植物庭園はワシントン条約（CITES）にも協力しており、合衆国税関で発見された国内に持ち込むことの出来ない植物を引き取って栽培している。これらはラン科や多肉植物の類に限られている。
中庭にあるものを除き、温室にある植物は熱帯産の種類を含んでいる。特に「瞑想の中庭」は非公式ではあるが、南向き（Southern Exposure）として知られる。これには植物を世話する庭師にとって二つの意味がある。一つは、中庭が建物の南側に面しており、より多くの暖かさが得られるということ、更にガラスの壁で囲まれており、南方の緯度を扮する微気候を作り出す働きがある事が挙げられる。二つ目の理由として、中庭にはアメリカ南東部と南西部からの植物（微気候の空間内でなければ、ワシントンD.C.の厳しい気候に耐えることが出来ず、枯れてしまうと考えられる。）が植えられており、このようにして訪れる人々を「南」へ「向ける」ことが出来る。
こども庭園では、子供達に植物の面白さを知ってもらおうと、温暖な気候で育つ様々な種類の一年草を使用するなど、楽しさを重視した方法で植物を観察することが出来る。

### ウィルクスの持ち込んだ植物
園内にはウィルクスが遠征から帰国した際に持ち込まれた植物の原物に直接関連していると見られる、4つの植物が存在する。
「ジャングル」の部屋に置かれているシダ植物類の、ナンヨウリュウビンタイ（学名、Angiopteris evecta）はウィルクスの船から持ち出されたシダ植物の直系の子孫にあたる植物であると信じられている。その寿命の違いを考察すると、持ち込まれた原形の植物と同じ物であるとは考えにくい。しかしシダ類は世代交代を通して自身の遺伝子と同じクローンを再び作り出すことが可能であり、原形のものと部屋に栽培されている現在のナンヨウリュウビンタイの遺伝子が一致することから、この植物が直接派生した物であると考えられている。
ひどく青色がかったヒメオニソテツ（学名、Encephalartos horridus）も不確かではあるがウィルクスの持ち込んだ植物の一つではないかとされている。その大きさと考えられている年齢により、複数の学者が、この植物が1842年の遠征の際に国内にもたらされた物の一つではないかと考えている。だが、初期の記録は正確さを欠いており完全な物ではないため、このヒメオニソテツの場合に関しては推論の枠を越えないでいる。
ガーデン・コート内にはサゴ椰子（学名、Cycas circinalis）が植えられている。植物庭園は雄花と雌花の２つの種類も栽培しており、どちらもウィルクスが航海から持ち帰った物である。